# Borolia micropis
Borolia micropis är en fjärilsart som beskrevs av George Francis Hampson 1905. Borolia micropis ingår i släktet Borolia och familjen nattflyn. Inga underarter finns listade i Catalogue of Life.